# 인피니티 워드
인피니티 워드(Infinity Ward)는 2002년 캘리포니아주 로스앤젤레스 엔시노에 설립된 게임 개발사로, 2015 Inc.의 메달 오브 아너:얼라이드 어썰트 제작팀이 회사를 나와 설립하였다. 2003년 10월 액티비전에 인수되었다.
현재 2010년 4월 유통사인 액티비전과의 로열티 대립으로 액티비전과 소송중 액티비전의 인피니티 워드 대표이사에 대한 해고로 해고당한 직원 대부분은 EA 에서만든 리스폰 엔터테인먼트로 옮기고 있는 상태이다.

## 흥행 성적
인피니티 워드의 첫 번째 게임 타이틀인 콜 오브 듀티는 90여개의 '올해의 게임상'을 수상하였으며 50개의 '개발자의 선택상'을 수상하였다. 또한 게임 랭킹에 따르면 콜 오브 듀티 시리즈는 발매 후 줄곧 최고 인기를 누리는
게임에 랭크되었다. 콜 오브 듀티 4: 모던 워페어는 흥행과 비평 양 면에서 엄청난 성공을 거두었으며, 발매년도인 2007년부터 2009년 5월까지 1300만장이 넘는 판매량을 세웠다.
2010년, 인피니티 워드는 영국에서 판매량을 기초로 한 상위 100개의 게임 제작사 랭킹집계에서 닌텐도 사(社)와 번지 사 다음으로 3위에 랭크되었다.
인피니티 워드가 개발한 콜 오브 듀티 4: 모던 워페어의 후속작인 콜 오브 듀티: 모던 워페어 2는 발매 직후 5일동안 5억 5천만 달러 이상을 벌어들였으며 발매 직후 24시간동안 3억 천만 달러의 매출을 기록했다.
모던 워페어 2의 후속작인 콜 오브 듀티: 모던 워페어 3는 미국과 영국 시장에서만 650만장의 판매기록을 세웠으며 발매 후 24시간동안 4억 달러 이상의 매출을 기록했다.

## 게임 엔진
주력 엔진: IW 엔진
인피니티 워드가 개발한 모든 콜 오브 듀티 게임은 ID Tech 3 (퀘이크 3 아레나에 사용됨) 엔진을 사용하였다. 앞서 발매된 두 게임(콜 오브 듀티, 콜 오브 듀티 2)은 ID Tech의 후속엔진을 사용하였으며 더욱 강력한
시각효과와 다이렉트X 9 지원을 특징으로 하였다. 인피니티 워드의 콜 오브 듀티 4: 모던 워페어는 특허를 낸 엔진(ID Tech 3 엔진의 개량형)을 사용하였으며 이 엔진은 역동적 빛 효과, HDR 렌더링, 역동적 그림자와
피사계심도 적용을 특징으로 하였다. 콜 오브 듀티: 월드 앳 워, 콜 오브 듀티: 블랙 옵스 2와 007: 퀀텀 오브 솔러스는 트레이아크가 인피니티 워드의 엔진을 개량하여 사용, 개발하였다.

## 2010년 개발자 해고와 이탈
리드 개발자 해고 조치

2010년 3월 1일, 액티비전은 사내 보안 규율을 개정하고 직권을 이동시킴과 동시에 인피니티 워드의 두 리드 개발자에게 "계약을 불이행하였으며 회사의 이익에 반하는 행위를 하였다."는 이유로 해고를 통보했다. 이 사건은 제이슨 웨스트(인피니티 워드 사장, 게임 개발자, 공동 최고 홍보 책임자, 최고기술경영자)와 빈스 잠펠라(최고 경영자, 인피니티 워드의 공동 창립자)가 2010년 3월 링크드인(LinkedIn) 사이트에 비즈니스 파트너를
구하기 위해 자신들의 인적사항(전(前) 인피니티 워드 개발자)을 게재한 것과 거의 동시에 일어났다. 소문에 의하면 잠펠라, 웨스트와 액티비전의 직원들이 3월 1일에 만남을 가졌으며 당시 스튜디오에 보안직원들이
들이닥쳤고, 이 때문에 그 이후 잠펠라와 웨스트 두 사람 모두 다시는 보이지 않았다고 한다. 웨스트와 잠펠라가 해고된 후 액티비전의 최고기술경영자 스티브 피어스와 최고 개발 관리자인 스티브 애크리치가 빈 자리를 임시로 대체했음이 확인되었다.
액티비전의 최고 경영자 바비 코트릭은 2010년 3월 2일 잠펠라와 웨스트가 해고조치 되었음에도 불구하고 인피니티 워드 스튜디오는 존속될 것이라 발표했다. 이후 액티비전의 경영자들과 인피니티 워드 소속 모든 개발자 간의 두 번째 만남이 이루어졌다. 현재 회의의 자세한 결과는 알 수 없지만 액티비전은 인피니티 워드가 여전히 콜 오브 듀티 프랜차이즈의 미래에 중심 개발사로 남을 것이라 설명했다고 한다. 한편 액티비전은 새로운 스튜디오인
'슬렛지해머 게임즈'를 콜 오브 듀티 프랜차이즈 개발에 투입시켜 액션 어드벤쳐 게임을 만드려고 시도했다. 그러나 액티비전은 해당 액션 어드벤쳐 게임의 개발 기간이 2~3개월에 접어들었을 때 개발중지 조치를 취했으며 그 대신 슬렛지해머 게임즈를 콜 오브 듀티: 모던 워페어 3의 개발에 투입, 인피니티 워드와 공동개발을 하도록 지시했다.
추가 이탈

웨스트와 잠펠라가 해고된 후, 인피니티 워드에 남아있던 직원 수의 절반에 가까울 만큼 많은 수의 직원들이 사퇴했다. 2010년 4월부터 5월까지 46명의 직원들이 돌연 인피니티 워드를 떠났는데, 그 중에는 모던 워페어 2 개발 당시 일했었던 리드 디자이너와 프로그래머들도 포함되어 있었다.
인피니티 워드 재건

비벤디의 회장이자 최고 경영자인 장-베르나르 레비는 인피니티 워드가 그들의 문제를 말끔히 해결하였으며 완전히 재건되었고 액티비전은 결과에 대해 매우 만족한다고 발표했다. 또한 그는 앞으로 새롭게 구성된 슬렛지해머 게임즈를 포함한 3개의 개발사가 콜 오브 듀티 프랜차이즈를 이끌 것이라고 말했다.
리스폰 엔터테인먼트

2010년 4월 12일 LA 타임즈는 웨스트와 잠펠라가 '리스폰 엔터테인먼트'로 알려진 독립적 게임 스튜디오를 신설했다는 기사를 냈다. 두 사람은 EA 파트너스 프로그램을 통해 게임 개발에 자금을 지원해줄 투자자를 물색하였다. 웨스트와 잠펠라는 미래에 그들이 개발해낸 지적 재산의 권리를 투자자와 공동 소유한다는 조건을 내걸었다고 한다. 웨스트와 잠펠라의 해고조치 이후 인피니티 워드를 퇴사했던 46명의 개발진 중 38명의 링크드인과 페이스북 프로필에 의해 그들이 2010년 7월 10일부로 리스폰 엔터테인먼트에 입사하였음이 확인되었다. 리스폰은 첫 번째 프로젝트인 '타이탄폴'의 개발을 시작하였으며 타이탄폴은 2014년에 발매될 예정이다. 현재 타이탄폴의 공식 사이트에는 몇 개의 티저 이미지와 트레일러가 공개되어 있다.

## 제작한 게임
- 콜 오브 듀티 - (2003년)
- 콜 오브 듀티 2 - (2005년)
- 콜 오브 듀티: 모던 워페어 (2007년)
- 콜 오브 듀티: 모던 워페어 2 (2009년)
- 콜 오브 듀티: 모던 워페어 3 (2011년)
- 콜 오브 듀티: 고스트 (2013년)
- 콜 오브 듀티: 모던 워페어 (2019년)

## 같이 보기
- 2015 Inc.